# Schefflera clarkeana
Schefflera clarkeana är en araliaväxtart som beskrevs av William Grant Craib. Schefflera clarkeana ingår i släktet Schefflera och familjen araliaväxter. Inga underarter finns listade.